# Rebecca Adlington
Rebecca Adlington (n. 17 februarie 1989, Mansfield, Anglia, Regatul Unit) este o înotătoare ce a reprezentat Regatul Unit al Marii Britanii și al Irlandei de Nord, medaliată olimpică. A participat la două ediții ale Jocurilor Olimpice (2008, 2012) în care a câștigat 3 medalii de aur și 3 medalii de bronz.